# Zwerg-Dattelpalme
Die Zwerg-Dattelpalme (Phoenix roebelenii) ist eine in Südostasien heimische Palmenart aus der Gattung Phoenix, die häufig als Zierpflanze Verwendung findet.

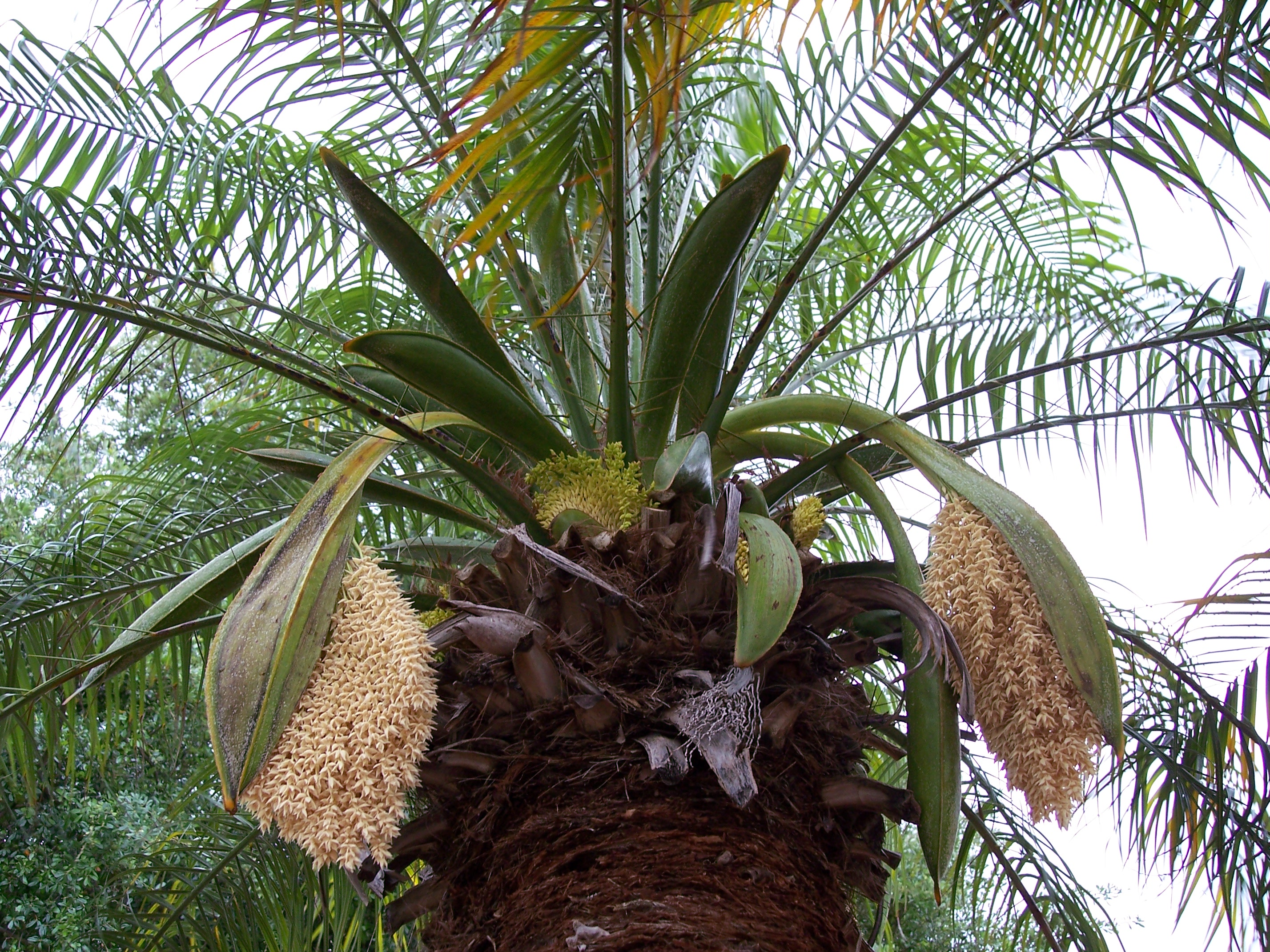
Zwerg-Dattelpalme blühend

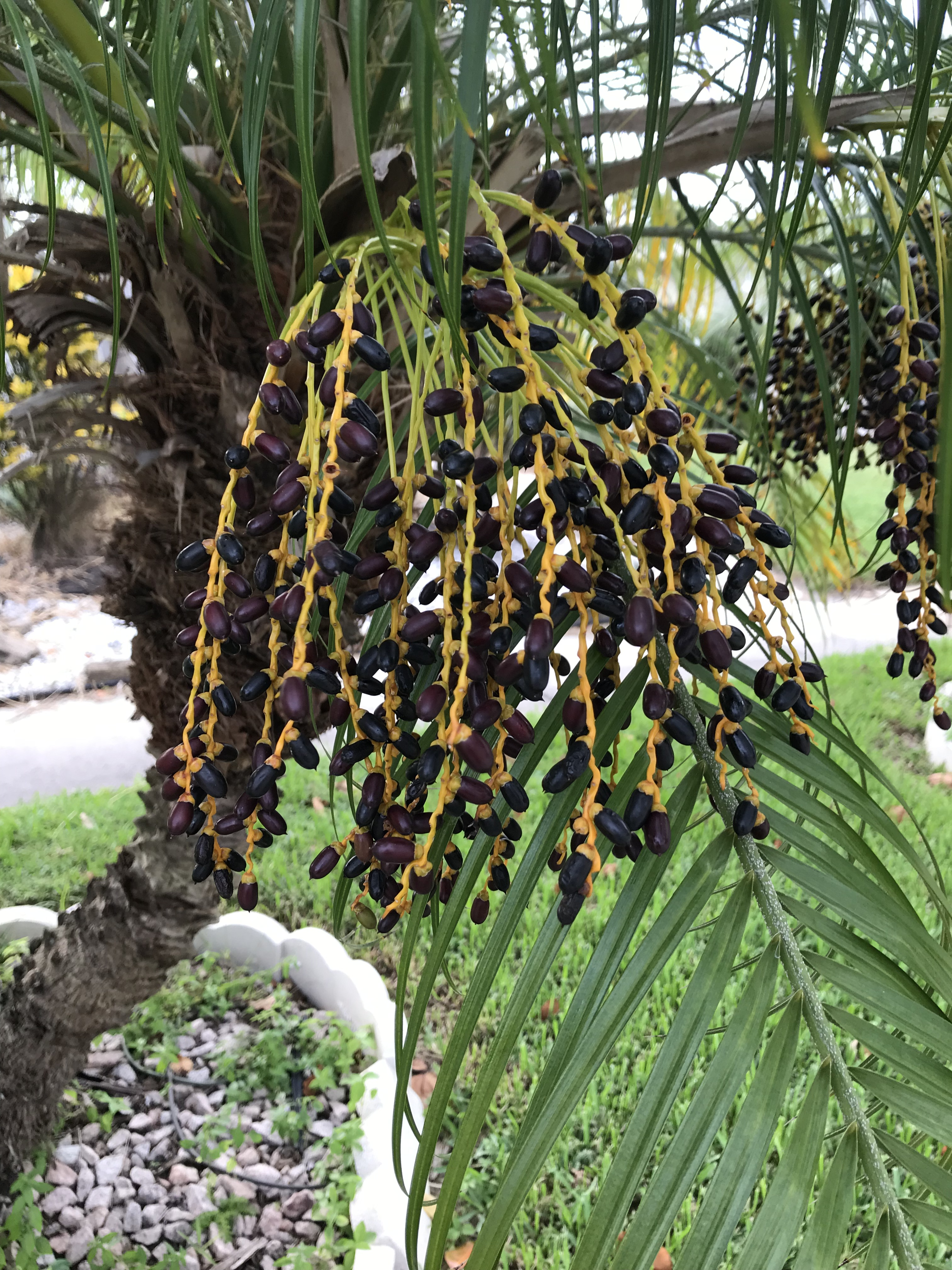
Zwerg-Dattelpalme fruchtend

## Merkmale
Die Zwerg-Dattelpalme ist eine mehrstämmige Fiederpalme, in Kultur bleibt sie manchmal einstämmig. Sie bildet Klumpen, wo stammlose Sprosse um die Basis höherer Stämme wachsen. Der Stamm wird 1 bis 2, selten bis 3 m hoch. Der Durchmesser beträgt ohne Blattscheiden bis 10 cm. Der Stamm ist aufrecht oder gedreht, hell, im Alter glatt werdend. Er ist mit diamantförmigen Blattbasen besetzt.
Die Blätter sind bogig, 1 bis 1,5, selten 2 m lang. Der Pseudostiel ist rund 50 cm lang. Die Blattscheide ist rötlich braun und faserig. Die Akanthophylle (zu Dornen umgewandelte Fiederblättchen) stehen einzeln oder paarig, rund 12 an jeder Seite der Rhachis. Sie sind orange-grün und bis 8 cm lang. Die Fiederblättchen stehen regelmäßig, gegenständig, rund 25 bis 50 an jeder Seite der Rhachis. Sie sind linealisch, tief grün bis 40 cm lang und 1,2 cm breit.
Die Art ist wie alle Dattelpalmen zweihäusig getrenntgeschlechtig (diözisch). Die männlichen Blütenstände sind hängend. Das Vorblatt ist lederig, zweikielig, zwischen diesen einmal gespalten, und rund 30 bis 60 cm lang. Der Blütenstandsstiel ist bis 30 cm lang. Die Seitenachsen sind 7 bis 20 cm lang. Die männlichen Blüten haben einen dreizipfeligen Kelchbecher von 1,2 mm Höhe und gelb-weißer Farbe. Die Kronblätter sind gelbweiß mit spitzen Enden. Sie sind 7 bis 8 mm lang und 2 bis 2,5 mm breit. Die Antheren sind 3,5 bis 4 mm lang.
Die weiblichen Blütenstände stehen aufrecht und werden zur Fruchtreife bogig. Sie sind bis 35 cm lang. Das Vorblatt ist lederig, zweikielig und bis 35 cm lang und 5 cm breit. Es spaltet sich zwischen den Kielen und entlässt so den Blütenstand ins Freie. Der Blütenstandsstiel ist grün und bis 30 × 3 cm groß. Die Seitenachsen haben eine knollige Basis, sind orange-grün und manchmal einfach verzweigt. Die weiblichen Blüten sind hellgrün und stehen in den distalen drei Vierteln der Seitenachsen. Sie stehen in der Achseln von bis 5 mm langen papierenen Brakteen. Der Kelch ist ein dreizipfeliger Becher und 2 bis 2,5 mm hoch. Die Kronblätter sind 3,5 × 4 mm groß und haben spitze Enden. Es reift immer nur ein Fruchtblatt zur Frucht aus.
Die Frucht ist verkehrt eiförmig, die Blütenhülle bleibt erhalten. Im Zuge der Reifung wechselt die Farbe von dunkelgrün zu purpur-braun. Die Frucht ist 13 bis 18 × 6 bis 7 mm groß. Der Samen ist schmal länglich, im Querschnitt kreisrund, mit gerundeten Enden.

## Verbreitung und Standorte
Die Zwerg-Dattelpalme kommt im Norden von Laos (Nam Ou-Tal), Vietnam (Nähe von Lai Châu, Lai Châu) und im Süden von China (Xishuangbanna-Region in Yunnan) vor. Sie kommt vor allem entlang der Ufer des Mekong vor. Sie wächst an Flüssen oder auf Klippen, auf Standorten, die zumindest zeitweise überflutet sind. Sie ist also ein Rheophyt. Dies ist eine für Palmen ungewöhnliche Wuchsform.
Barrow vertrat 1998 die Ansicht, dass aufgrund des kleinen Verbreitungsgebiets und des Sammelns von Wildpflanzen für den Handel eine Einstufung als gefährdet (vulnerable) gerechtfertigt sei. Die IUCN führt die Art in ihrer Roten Liste jedoch nicht.

## Systematik
Die Zwerg-Dattelpalme wurde 1889 von James O’Brien (1842–1930) in Gardeners' Chronicle Serie 3, Band 6, Seite 475 erstbeschrieben. Er benannte sie nach dem Orchideenjäger Carl Roebelen (1855–1927), der die ersten Exemplare der Art in Laos gesammelt hatte. Seine Publikation als "roebelinii" ist zu korrigieren.
Die in Kultur befindlichen, häufig einstämmigen Formen sind möglicherweise das Ergebnis von Hybridisierungen mit anderen Arten. Sie ist für eine tropische Art relativ kälteunempfindlich und übersteht leichte Fröste. Sie benötigt viel Wasser.

## Nutzung
Die Zwerg-Dattelpalme ist eine in Europa beliebte Zierpflanze. Sie ist weltweit in Botanischen Gärten und privaten Sammlungen zu finden.
Die Pflanze reinigt die Luft von Formaldehyd, Xylolen und Toluol.